# وقت الغجر (فلم)
وقت الغجر (بالسلوفينية: Dom za vešanje معناها الحرفي المنزل المعلق) فيلم درامي يوغوسلافي عن الجريمة والفانتازيا صدر عام 1988 للمخرج أمير كوستوريتسا. صدر الفيلم باللغتين الرومانية والصربية الكرواتية، ويروي قصة شاب روماني يتمتع بقوة سحرية يتم خداعه للانخراط في جرائم صغيرة. يعتبر على نطاق واسع أحد أفضل أفلام المخرج أمير كوستوريتسا. اختير الفيلم باعتباره الإدخال الرسمي اليوغوسلافي لأفضل فيلم بلغة أجنبية في حفل توزيع جوائز الأوسكار الثاني والستين، ولكن لم يتم قبوله كمرشح.

## طاقم التمثيل
- دافور دوجموفيتش: في دور برهان
- بورا تودوروفيتش: في دور أحمد
- ليوبيكا أدزوفيتش: في دور الجدة خاتيدزا
- حسنية حازموفيتش: في دور العم مردزان
- سينوليكا تربكوفا: في دور عزرا
- زابت محمدوف: في دور زابيت
- الفيرا سالي: في دور دانيرا
- سعدة كاريزك: في دور دزامله
- بريدراج لاكوفيتش: في دور الأخ الأكبر لأحمد
- ميرساد زوليك: في دور زيف
- أجنور ريدزيبي: في دور ابن بيرهان
- سدريجي حليم: في دور روزا والدة عزرا
- صابان روجان: في دور عليجا والد عزرا
- برانكو دجوريتش: في دور صدام
- إدين رزفانوفيتش: في دور عرفان[4]

## أحداث الفيلم
يعيش بيرهان مع جدته خاتيدزا وأخته العرجاء دانيرا وعمه الفاسق مردزان. تملك الجدة قوى خارقة للطبيعة وقد ورث بيرهان، من جدته، بعض قدرات التحريك الذهني البسيطة. يريد بيرهان الزواج من فتاة تدعى أزرا، لكن والدتها لا توافق، حيث أن بيرهان هو الابن غير الشرعي لجندي سلوفيني كان على علاقة مع والدة بيرهان الراحلة. يأتي أحمد، شيخ الغجر، إلى القرية مع أشقائه. مردزان يخسر ملابسه وهو يلعب الورق مع أشقاء أحمد، ويعود إلى بيته يائسًا من أجل المال حتى يتمكن من السداد، ويتهم الجدة بإخفاء المال عنه. يتم استدعاء خاتيدزا لاستخدام قدراتها لإنقاذ روبرتو ابن أحمد المريض، وهو ما تفعله خاتيدزا، التي تقترح صفقة مع أحمد لدفع ثمن علاج ساق دانيرا في مستشفى في ليوبليانا. يذهب بيرهان مع دانيرا، ويوعد جدته بعدم تركها، لكن أحمد يسأل أين سيبقى ويقنعه بالذهاب إلى ميلانو. كان بيرهان يريد كسب المال بصدق، ولكنه يبدأ في سرقة الأموال بتوجيهات من أحمد.
يعود بيرهان لبيته وبحوزته المال ليجد أزرا حامل وتريده ان يتزوجها، ويغضب بيرهان ويرفض الاعتراف بالجنين ويشترط ان تبيع الطفل عن ولادته ليتم الزواج. يصاب بيرهان بخيبة أمل أيضاً عندما يكتشف أن البيت، الذي وعد أحمد ببنائه، لم يتم بناؤه على الإطلاق. تكشف أزرا، في ليلة زفافهما، أن الطفل هو طفلهما، وقد حملت به عندما مارسا الحب في عيد القديس جورج. تموت أزرا، التي لا تزال ترتدي فستان زفافها، بعد أن أنجبت الطفل. يغادر أحمد مع الطفل، الذي أطلقوا عليه أيضًا أسم بيرهان، ويقوم فريق أحمد بتربيته.
يقضي بيرهان أربع سنوات في البحث عن الطفل، ويجده ويعلن انه يعترف بابوة الطفل. يهاجم بيرهان مكان إقامة أحمد ويقتله مستخدماً قواه في التحريك الذهني. كما أنه يقتل أشقاء أحمد، لكنه قتل بدوره على يد زوجة أحمد الجديدة. توزع الجدة المشروبات، في الجنازة، على الجميع ويخرج بيرهان الصغير، وينظر من النافذة إلى والده المتوفى، ويكسر الزجاج ويسرق العملات الذهبية التي وضعت على عيني والده. يلاحظه الجار زابت، ويتبعه تحت المطر، بينما يهرب الطفل مختبئًا تحت صندوق. كان زابت على وشك اللحاق به، ولكن يبدو أن لديه أفكار أخرى، حيث يتوقف عن البحث، ويبدأ بالركض نحو الكنيسة المجاورة.

## استقبال الفيلم
منح موقع الطماطم الفاسدة الفيلم تقييم مقداره 100% بناء على آراء سبعة نقاد سينمائيين.
كتب روجر إيبرت من صحيفة شيكاغو صن تايمز في 1 يناير 2000: «بطريقة ما، ثراء الفيلم هو إعاقة! يوجد الكثير من الأشخاص، والعديد من الأماكن، والأشياء التي تحدث لهم، ومن الممكن أن تفقد متابعة بعضهم عند المشاهدة الأولى»، ومنح الفيلم ثلاثة نجوم من أصل أربعة نجوم.
كتب دينيس شوارتز على موقع «استعراض أفلام دينيس شوارتز Dennis Schwartz Reviews» في 6 سبتمبر 2011: «دراما كوميدية مأساوية أصلية وغير عادية ومؤثرة».
كتب هال هينسون من واشنطن بوست في 21 فبراير 1990: «المخرج اليوغوسلافي أمير كوستوريكا متخصص في القصائد الجرونجية، ويصور شخصياته المسرحية المتلعثمة، الذين يعيشون حياتهم الرثة، تتحرك بإيقاعات الهلوسة المعلقة الخالية من الوزن، يجعل كل شيء يبدو وكأنه يطفو، مرفوعًا عالياً بمزيج من الخرافات الشعبية والتصوف، مثل الأحلام التي يتم تجميعها معًا من قطع القمامة. المتسامي والمبتذل، النثري والشاعري، في توازن تام، حتى عيد الغطاس الخاص به مبعثر بالطين».

## الجوائز والترشيحات
جوائز جمعية نقاد السينما الأرجنتينية Argentinean Film Critics Association Awards 1992: ترشح لجائزة أفضل فيلم.
دفاتر السينما 1989: ترشح الفيلم لجائزة أفضل فيلم لعام 1989.
مهرجان كان السينمائي 1989: فاز بجائزة أفضل مخرج (أمير كوستوريكا).
مهرجان كان السينمائي 1989: ترشح لجائزة السعفة الذهبية (أمير كوستوريكا).
جوائز سيزار - فرنسا 1990: ترشح لجائزة أفضل فيلم أجنبي.
جوائز السينما الأوروبية 1989 European Film Awards: ترشح لجائزة أفضل فيلم أجنبي.
جوائز غولدباغ - السويد 1991 Guldbagge Awards: فاز بجائزة أفضل فيلم أجنبي.
جوائز جمعية نقاد السينما التركية (سياد SIYAD) 1990: فاز بجائزة أفضل فيلم أجنبي.

## روابط خارجية
- مقالات تستعمل روابط فنية بلا صلة مع ويكي بيانات